# Jonathan de Patoul
 (mars 2024).
Si vous disposez d'ouvrages ou d'articles de référence ou si vous connaissez des sites web de qualité traitant du thème abordé ici, merci de compléter l'article en donnant les références utiles à sa vérifiabilité et en les liant à la section « Notes et références ».
Jonathan de Patoul, né le 12 janvier 1984 à Etterbeek, est un homme politique belge bruxellois, membre de Démocrate fédéraliste indépendant (DéFI). Depuis 2018, il est conseiller communal à Woluwe-Saint-Pierre et député à la Région bruxelloise depuis 2019. 
Il est vétérinaire et fondateur de l'ASBL de La Ferme d'Anjou. 

## Biographie
Il est le fils de Serge de Patoul (DéFI), lui-même ancien député,.
Il est vétérinaire diplômé de l'Université de Liège. 
La même année, il complète sa formation en obtenant un certificat de coopération au développement auprès de la Coopération technique belge (actuelle Enabel)[réf. nécessaire].
Il est engagé par la suite, de 2009 à 2010 au sein de différentes cliniques vétérinaires en pratique mixtes dans les Hauts-de-France, en Bretagne et dans les Ardennes françaises[réf. nécessaire]. 
Il est vétérinaire volontaire pendant deux ans à Madagascar. Il réalise ainsi à partir de 2011 auprès de l’ONG Fidesco un volontariat pendant lequel il travaille en tant que vétérinaire au sein de la direction du Centre de formation rurale d’Andriamboasary (ferme-école de la région de Fianarantsoa). Il y est responsable du suivi des élevages de la ferme, de la formation des ouvriers agricoles et des techniciens vétérinaires ainsi que de la mise en place d’un projet de microcrédit « vaches laitières »[réf. nécessaire]. 
En 2013, il devient gestionnaire de projet en éducation au développement chez Vétérinaires Sans Frontières. Il travaille sur les questions de sensibilisation du milieu agricole et vétérinaire aux problématiques de dérèglement climatique, de consommation responsable et de souveraineté alimentaire en Belgique comme dans les pays du Sud.
En 2014, il rejoint l’ONG Défi Belgique Afrique en tant que chargé de programme d’éducation à la citoyenneté mondiale et solidaire chez les jeunes de 15 à 18 ans. Il est directeur de l’ONG en 2017 à 2019[réf. nécessaire]. 
En 2020, il participe à la création l’ASBL de La Ferme d’Anjou, ferme d’animation située à Woluwe-Saint-Pierre. La Ferme d’Anjou a pour but la reconnexion de son public avec la nature et propose, au contact de ses animaux, des animations de sensibilisation à l’écologie, l’environnement et l’alimentation durable dans un large espace de calme et de verdure[réf. nécessaire].
En décembre 2023, il publie en auto-édition Au cœur de l’île rouge, carnet de bord d’un jeune vétérinaire, qui retrace son expérience à Madagascar en tant que vétérinaire et formateur au sein du Centre de Formation Rurale d’Andriamboasary.

## Parcours politique
En 2018, Jonathan de Patoul est élu conseiller communal à Woluwe-Saint-Pierre. 
Il est élu député à la région bruxelloise lors des élections régionales de 2019. En 2021, il devient président du groupe DéFI au Parlement francophone bruxellois. Il participe au dépôt d’une ordonnance visant à obliger la pratique d’un étourdissement, réversible ou non, lors de l’abattage des animaux en Région bruxelloise.

## Fonctions politiques
- Député de la Région de Bruxelles-Capitale à partir de juin 2019.
- Conseiller communal à Woluwe-Saint-Pierre depuis octobre 2018.